# Nathaniel Bacon (peintre)
Pour les articles homonymes, voir Bacon et Nathaniel Bacon.
Nathaniel Bacon, né en 1585 à Culford près de Bury St Edmunds et mort en 1627, chevalier du Bain, est un peintre et propriétaire terrien anglais ayant vécu dans le Suffolk.
On n'a conservé de lui que quelques peintures, la plus connue étant The Cookmaid with Still Life of Vegetables and Fruit, exposée à Tate, et peinte entre 1620 et 1625.
On lui attribue les premières peintures de paysages britanniques dont notamment Landscape, visible à l'Ashmolean Museum. Il est qualifié par Oliver Millar de « peintre amateur le plus accompli [de son] siècle ».
Il est fait chevalier du Bain en 1626. Son père est Nicholas Bacon (en), premier Baronet de Redgrave et demi-frère du philosophe Francis Bacon.

## Œuvres
Liste non exhaustive. 
- Autoportrait, vers 1620, huile sur toile,206,4 × 153,7 cm, National Portrait Gallery, Londres.
- L'épouse de l'artiste, Jane Bacon (The artist’s wife, Jane Bacon), (entre 1614 et 1617, huile sur toile, 203,2 × 149,8 cm, Government House (Sydney), Australie.
- Cuisinière avec nature morte de légumes et de fruits (1620-1625), huile sur toile, 151 × 248 cm, Tate Britain, Londres.

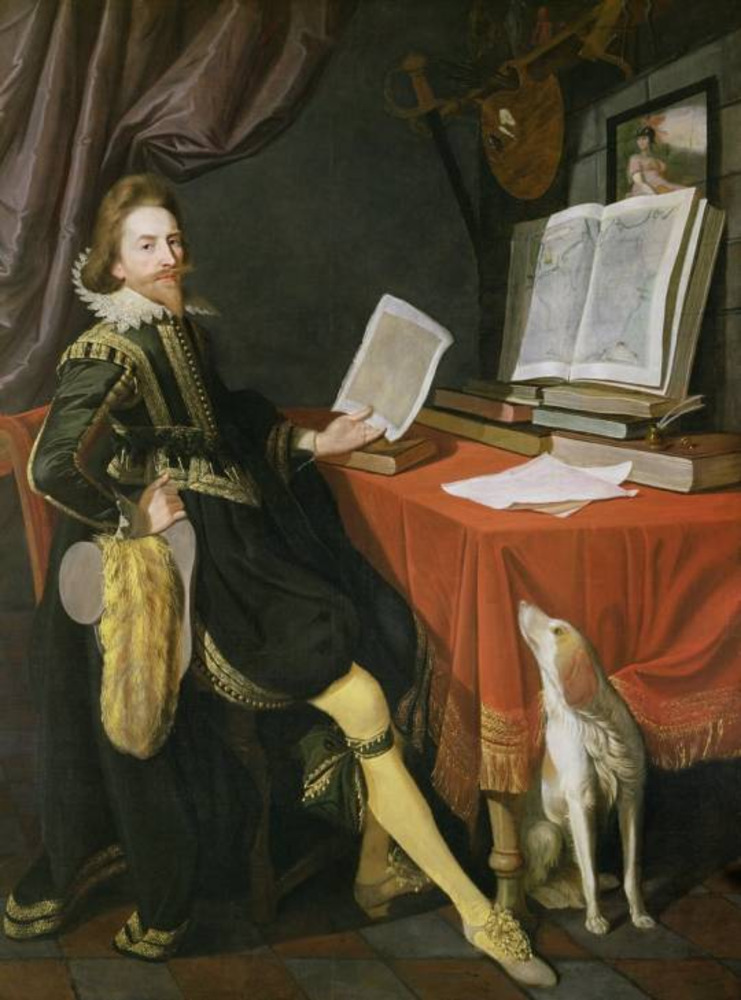
Nathaniel Bacon (1585-1627)
Autoportrait, vers 1620, National Portrait Gallery, Londres.

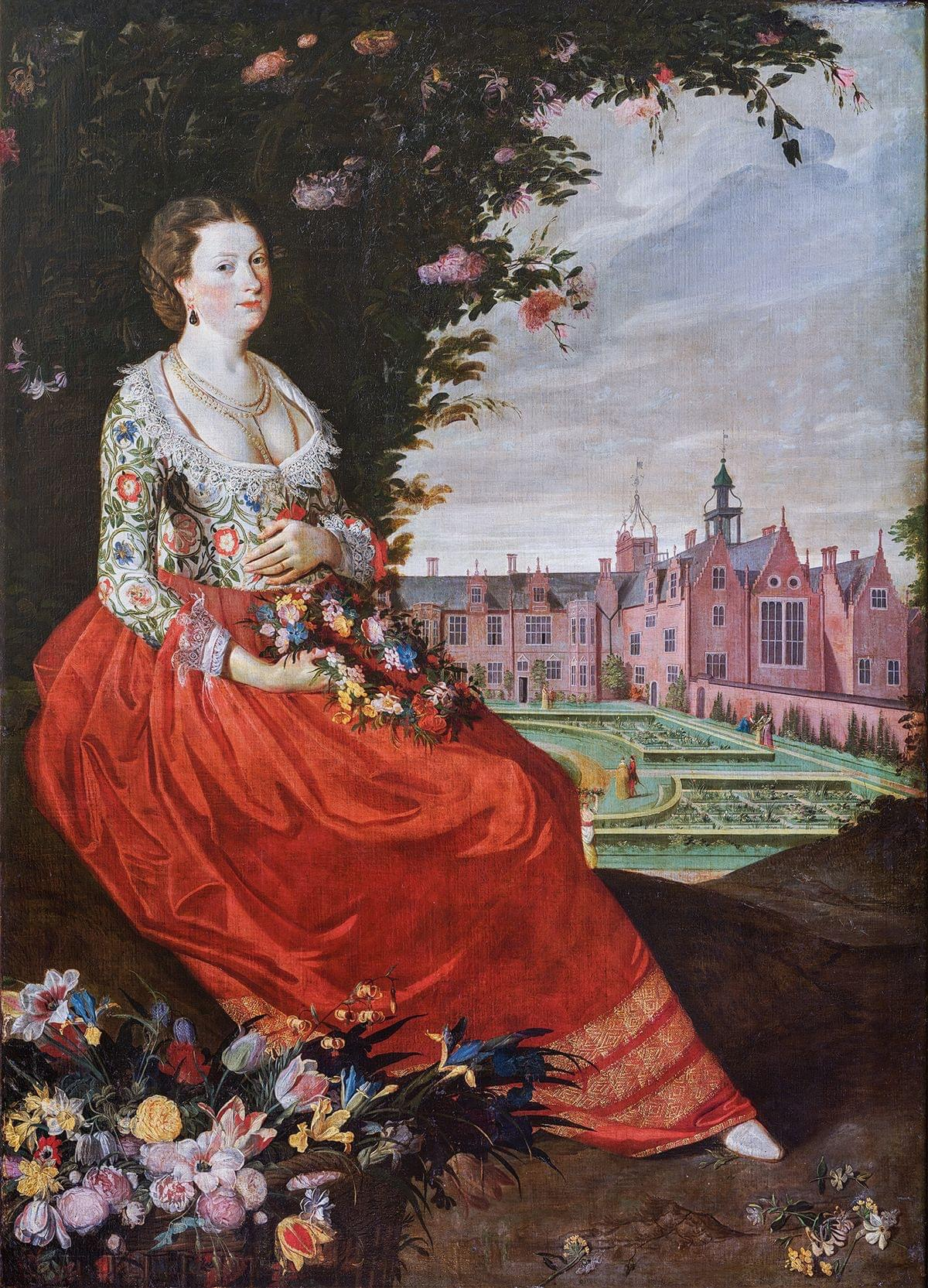
Nathaniel Bacon (1585-1627) L'épouse de l'artiste, Jane Bacon
(The artist’s wife, Jane Bacon), entre 1614 et 1617, Government House (Sydney), Australie.

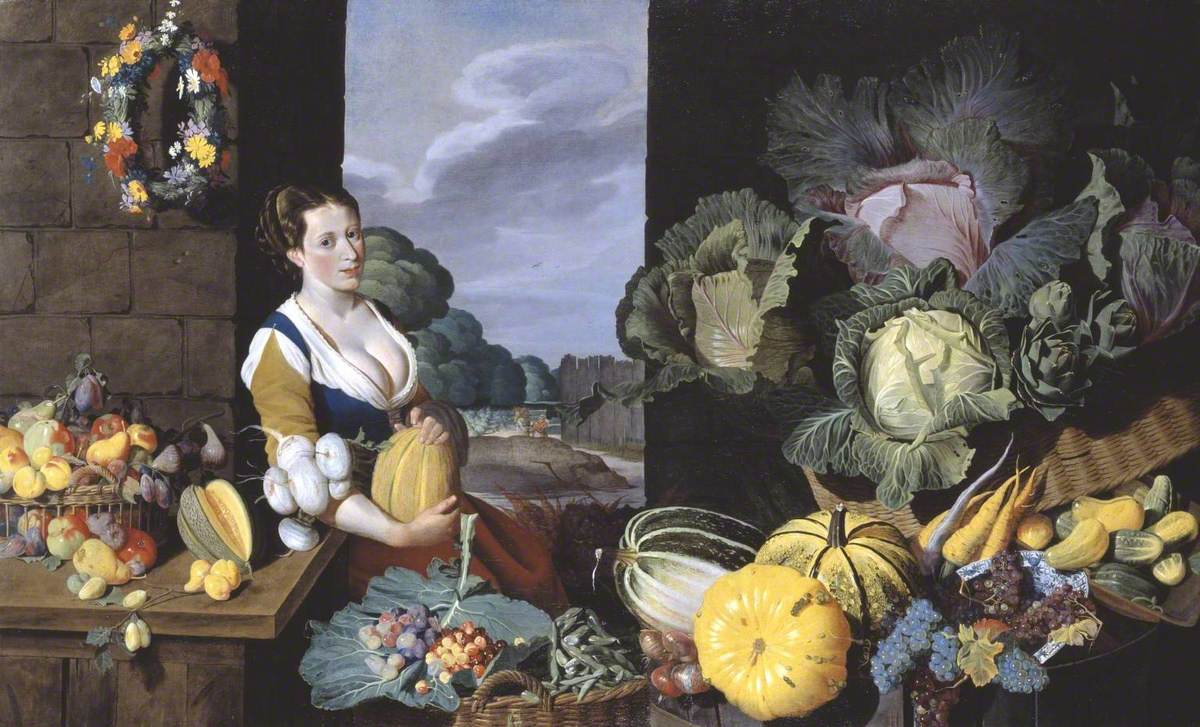
Nathaniel Bacon (1585-1627)
Cookmaid with Still Life of Vegetables and Fruit (Cuisinière avec nature morte de légumes et de fruits), Tate Britain, Londres.